# Floem
Floem je tip prevajalnega tkiva višjih rastlin, ki sestoji iz živih celic, in po katerem prehajajo vodotopne organske snovi, ki so bile proizvedene v procesu fotosinteze in jih zato imenujemo tudi fotosintati, do delov rastline, kjer so hranila potrebna. Izraz floem je leta 1858 v biologijo uvedel švicarski botanik Carl Nägeli.

## Struktura
Floem sestavlja več tipov tkiv. Glavne celice so sitaste celice ali sitke in celice spremljevalke ali spremljevalne celice, pojavljajo pa se tudi celice opornih tkiv (na primer sklerenhimske celice).

### Sitaste celice
Glavni članek: Sitasti element
1. Stržen
2. Protoksilem
3. Metaksilem
4. Floem
5. Sklerenhim
6. Skorja ali korteks
7. Epiderm

Sitaste celice predstavljajo glavno enoto za transport sladkorjev po rastlini. Ob končani rasti so te celice brez celičnega jedra in vsebujejo le nekaj organelov, saj so življenjsko odvisne od celic, ki jih obdajajo. Odsotnost večine celičnih organelov je ključna za olajšan transport snovi skozi celice, saj bi nepotrebne strukture tok ovirale. Eden izmed redkih organelov, ki ga te celice vsebujejo, je zrnati endoplazemski retikel, ki se navadno nahaja v bližini plazmodezem. Za ta tip celic je značilno tudi, da so vsi njihovi organeli na svoje mesto zasidrani s posebnim mehanizmom, da jih ne bi premaknil floemski tok. Vse sitaste celice imajo na svojih koncih več povečanih plazmodezem, ki omogočajo prehajanje snovi. Sitaste celice imajo navadno tanke primarne celične stene, ki niso lignificirane (okrepljene z ligninom).

### Celice spremljevalke
Sitaste celice lahko opravljajo svojo vlogo le, ker jih s potrebnimi hranili neprestano oskrbujejo celice spremljevalke, ki so najpogosteje nediferencirane in precej manjše parenhimatske celice. Skoraj vsi za sitaste celice nujni celični procesi so izvedeni znotraj celic spremljevalk, ki imajo v citoplazmi veliko ribosomov in mitohondrijev. Citoplazmi sitaste celice in celice spremljevalke sta medsebojno povezani s številnimi plazmodezmami. Poznamo več tipov celic spremljevalk, ki se med seboj razlikujejo po prisotnosti in odsotnosti povezav s sosednjimi parenhimatskimi celicami, ki jih obdajajo.

### Oporne celice
Kljub temu, da je primarna vloga floema transport sladkorjev, ta tip prevajalnega tkiva vsebuje tudi nekatere celice opornih tkiv in tako hkrati služi kot opora rastline. V floemu najdemo dva tipa sklerenhimatskih celic: sklerenhimatska vlakna in sklereide. Sklerenhimatska vlakna so iz podolgovatih in ozkih mrtvih celic z debelo sekundarno celično steno, ki se nahajajo tudi v ksilemu in so osnovna sestavina veliko različnih tekstilij; papirja, preje iz lana in bombaža. Sklereide so mrtve celice nepravilnih oblik in debelih celičnih sten, ki hkrati delujejo kot zaščita rastlinskih semen pred rastlinojedi, ker jih ti težko žvečijo.

## Floemski sok
Floemski sok je sestavljen iz raznih sladkorjev, hormonov in mineralnih elementov, ki so raztopljeni v vodi. Prevaja se od mesta proizvodnje ogljikovih hidratov do mesta ponora, kjer se sladkorji porabljajo. Hkrati naj bi floemski sok služil prenosu informacij po rastlini. Na tak način se prenašajo številne signalne molekule, ki omogočajo denimo sprejem signalov v oddaljenih tkivih in njihov prenos vse do meristemov, ki lahko tako rastejo v skladu s trenutnimi okoljskimi dejavniki. Znano pa je, da se floemskega toka poslužujejo mnogi rastlinski virusi, ki na tak način lažje širijo svojo RNK (ribonukleinsko kislino).
Zaradi veliko vsebnosti hranil in odsotnosti grenkih ali nevarnih sekundarnih metabolitov je sok pogosta hrana mnogih vrst polkrilcev (Hemiptera), pri čemer so bolj znane zagotovo listne uši (Aphidae).
Razlika med tokom po floemu in ksilemskim tokom je predvsem v smeri, saj se tekočina po ksilemu prevaja le v eni smeri, in sicer od korenin dalje. Nasprotno je smer prevajanja organskih snovi po floemu variabilna in odvisna predvsem od trenutnih potreb rastline. Tako bo večina sladkorjev v času rastne dobe prehajala v rastoče dele rastline (listne poganjke, cvetove in kasneje tudi plodove, pri čemer slednji vselej veljajo za ponor hranil). Obratno se bo dogajala po končani dobi rasti, ko so meristemi v stanju mirovanja (dormance) in so založni organi tisti, ki pridobivajo na biomasi ter potem služijo kot vir hranil za rastlino v času pomanjkanja. Tok prevajanja snovi po floemu imenujemo translokacija.
Hkrati je ključna razlika med floemom in ksilemom tudi v samih celicah, ki so pri floemu žive in se zato transport sladkorjev ne zanaša zgolj na abiotski gradient vodnega potenciala (kot je to pri ksilemu). Floem za gonilno silo prevajanja organskih snovi uporablja predvsem gradient turgorskega tlaka vzdolž prevodnega sistema. Mesto proizvodnje sladkorjev ima namreč visok turgorski tlak, zato snovi prehajajo proti mestom ponora, kjer je tlak relativno nizek. Floemski sok je v prevodnih celicah pod razmeroma visokim tlakom, zato vselej obstaja nevarnost hitrega razlitja ob vsakršnih poškodbah floema. Preveliko izgubo hranil ob razlitju celice preprečujejo s posebnimi beljakovinami, ki takoj po pojavu razpoke zapečatijo mesto poškodbe.
Odstranjevanje lubja na drevesih lahko privede do odmiranja, saj poškodovani floem ne more prevajati organskih snovi v smeri korenin, prav tako pa je onemogočeno prehajanje založnih hranil iz korenin do krošnje. Še posebej ranljiva so drevesa, ki rastejo znotraj življenjskega prostora bobrov, ki pogosto iz dreves odluščijo lubje in tako povzročijo postopen propad rastline. Prekinitev toka floema pa se izkorišča tudi v sadjarstvu, kjer se namenoma poškoduje floem na eni izmed vej in iz nje odstrani skoraj vse sadeže. Sladkorji, ki nastajajo pri fotosintezi v listih te veje, lahko zaradi prekinjenega floemskega toka prehajajo le v sadeže, ki so jih sadjarji pustili nedotaknjene. Na tak način zrastejo plodovi precej večji, ker se enaka količina hranil porazdeli med manj sadežev.

## Uporaba v prehrani
Poznanih je več primerov iz zgodovine, ko so se ljudje v času lakote posluževali floemskega soka in tako preprečili mnogo smrtnih žrtev. Floem so običajno posušili in uporabljali v obliki moke, včasih pa ga zmešali z ržjo, da so dobili trd črn kruh. Pogosteje so se prehranjevali s floemom iz borov (Pinus) in brez (Betula).